# HiRISE

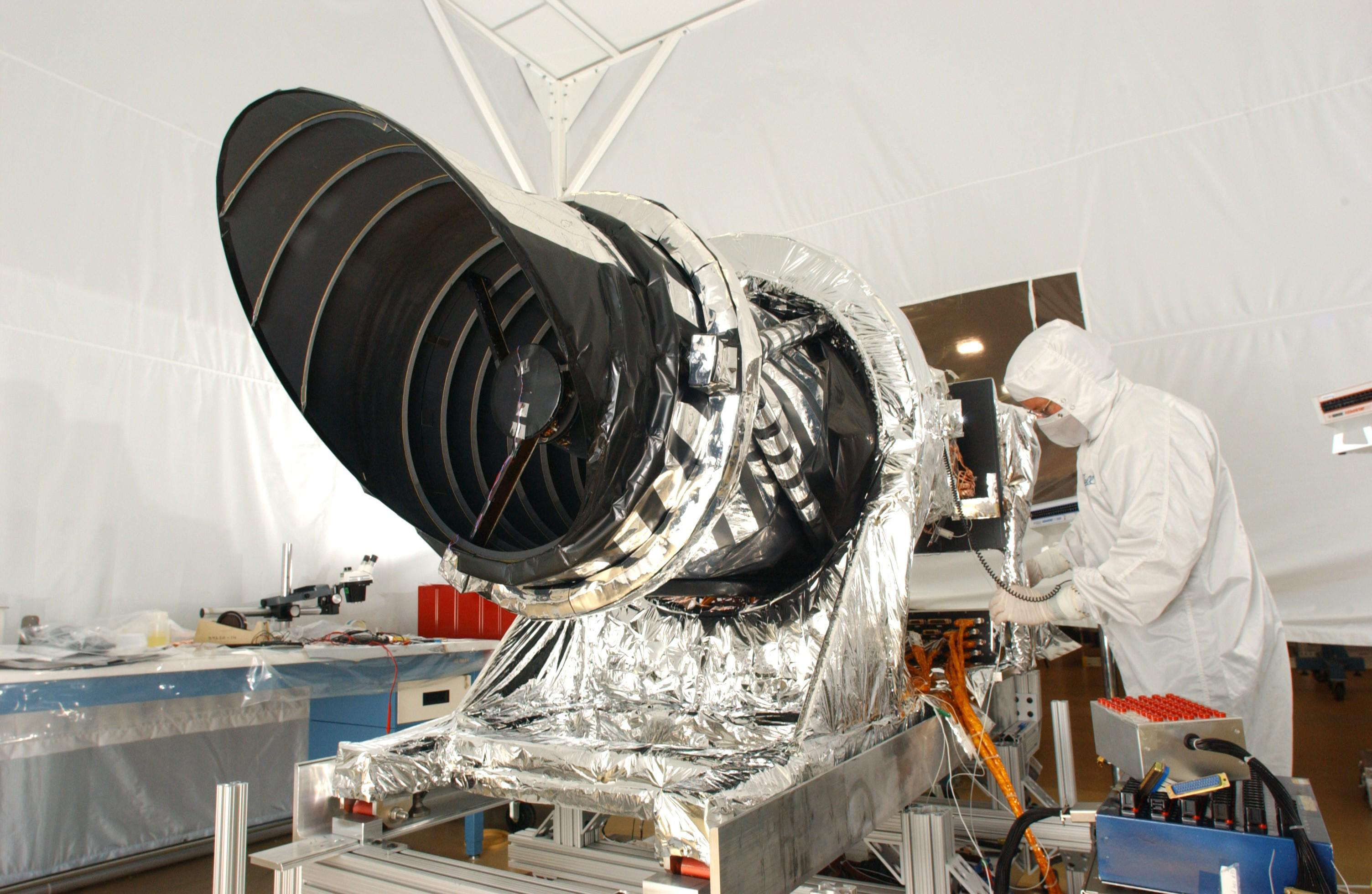
HiRISE перед установкой на Mars Reconnaissance Orbiter

High Resolution Imaging Science Experiment (HiRISE) — камера, установленная на борту космического аппарата Mars Reconnaissance Orbiter для изучения Марса. HiRISE камера была создана компанией Ball Aerospace & Technologies под руководством Аризонского университета и Лунно-планетарной лаборатории. Прибор обошёлся в $ 40 млн, а его вес составляет 65 кг. Камера представляет собой телескоп-рефлектор с апертурой 0,5 м. Этот телескоп является самым большим телескопом, отправленным в глубокий космос. Разрешение камеры достигает 30 см на пиксель при нахождении на высоте в 300 км над поверхностью Марса.
Ширина полосы захвата при этом составляет до 6 км. Камера успешно снимала марсоходы, работавшие на поверхности Марса, в том числе и функционирующие в настоящее время — «Оппортьюнити» и «Кьюриосити».

## Цели

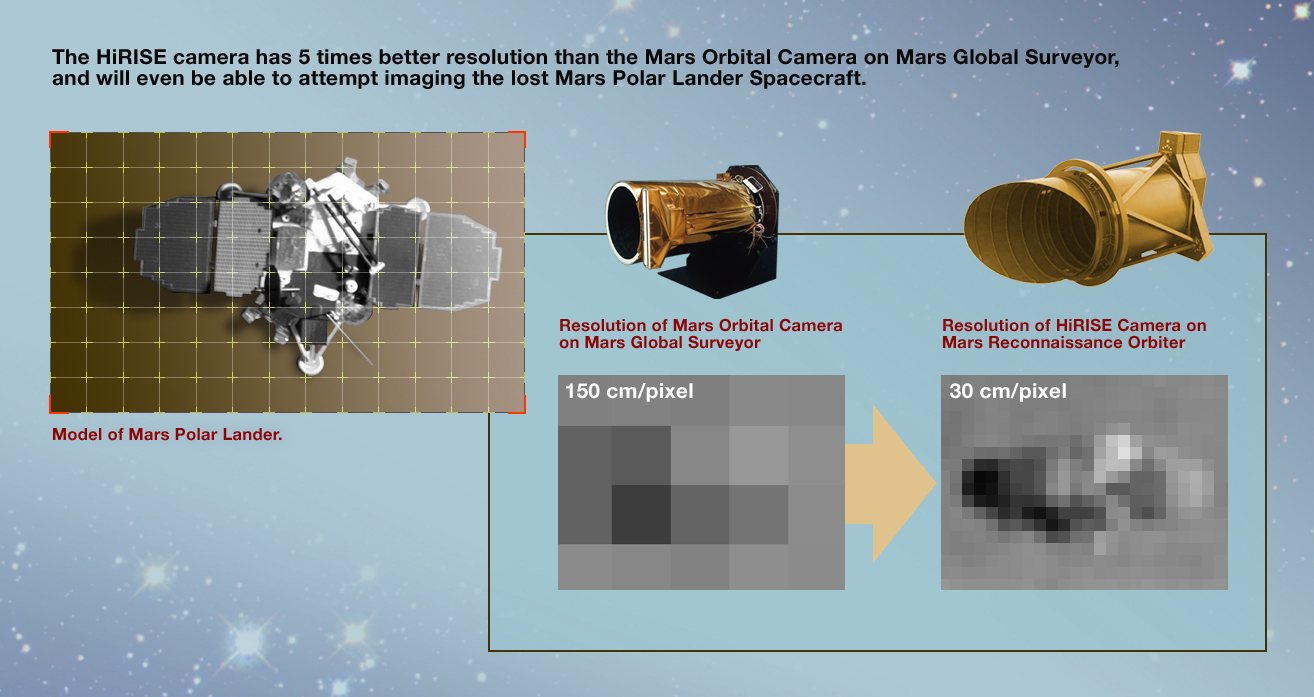
Сравнение разрешений камеры HiRISE и камеры MOC, установленной на борту космической станции Mars Global Surveyor

Камера HiRISE разрабатывалась для съёмки поверхности Марса в очень высоком разрешении, что обеспечило более подробные изображения свежих марсианских кратеров и другие особенностей красной планеты. Камера помогает изучать возраст марсианских структур, искать подходящие места посадок для будущих марсоходов, и в целом просматривать поверхность Марса гораздо более подробно, чем это было возможно ранее. Камера позволяет лучше исследовать каналы и долины Марса, вулканические формы рельефа, изучать потенциальные бывшие озёра и океаны, а также другие формы рельефа.
Широкая общественность может предлагать участки Марса для подробной съёмки (программа NASA HiWish). Из-за этого и широкой доступности полученных снимков практически сразу после получения, HiRISE получила прозвище «Народная» (The People's Camera).

## Устройство

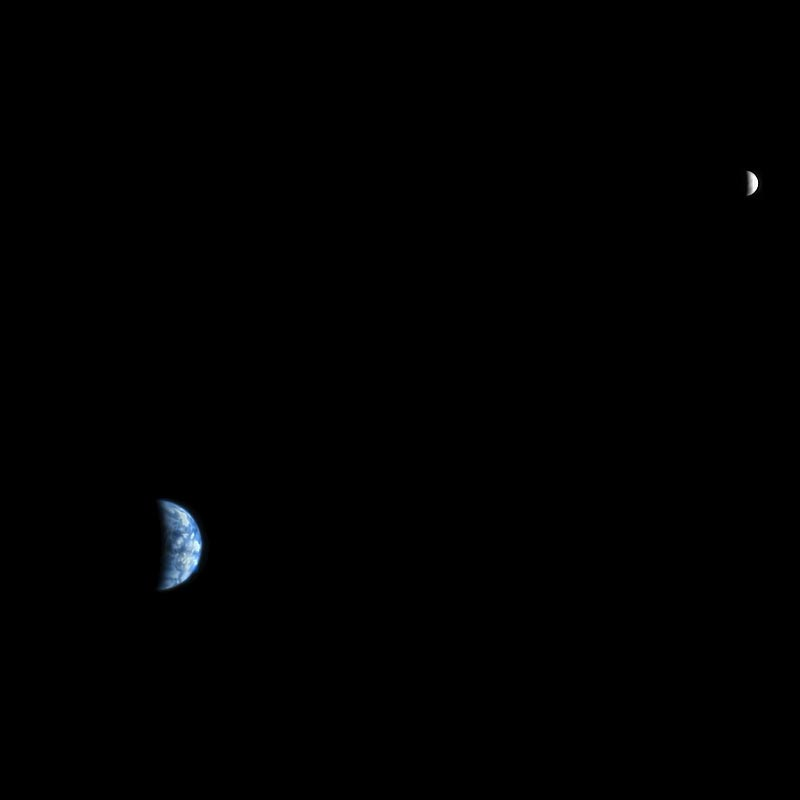
Земля и Луна, снятые камерой HiRISE, установленной на борту космического аппарата Mars Reconnaissance Orbiter

HiRISE представляет собой телескоп-рефлектор, состоящий из главного зеркала диаметром 0,5 м и большой камеры на базе ПЗС-элементов.
Камера HiRISE имеет угловое разрешение в 1 микрорадиан, что позволяет различить на поверхности Марса с высоты 300 км детали размером до 30 см. (Для сравнения, спутниковые снимки Земли в Google Maps имели разрешение до 1 метра на пиксель.) Камера снимает в трёх цветовых диапазонах с длинами волн от 400 до 600 нм (сине-зелёный или B-G), от 550 до 850 нм (красный) и от 800 до 1000 нм (ближний инфракрасный или NIR).
Ширина полосы захвата составляет от 1,2 до 6 км в зависимости от диапазона.
Масса прибора 64,2 кг. Это крупнейший оптический телескоп из когда-либо отправлявшихся за пределы земной орбиты.
Каждое изображение размером 3,5 Гбайт сжимается до 1,3 Гбайт для последующей передачи на Землю. Все изображения, сделанные при помощи данной камеры, доступны на её официальном сайте в формате JPEG 2000. Для облегчения поиска потенциальных мест посадок будущих миссий, камера может создавать изображения в виде стереопар, из которых может быть рассчитана топография рельефа с точностью до 25 см.
Камера HiRISE была создана компанией Ball Aerospace & Technologies. Первый снимок был получен 24 марта 2006 года.

## История

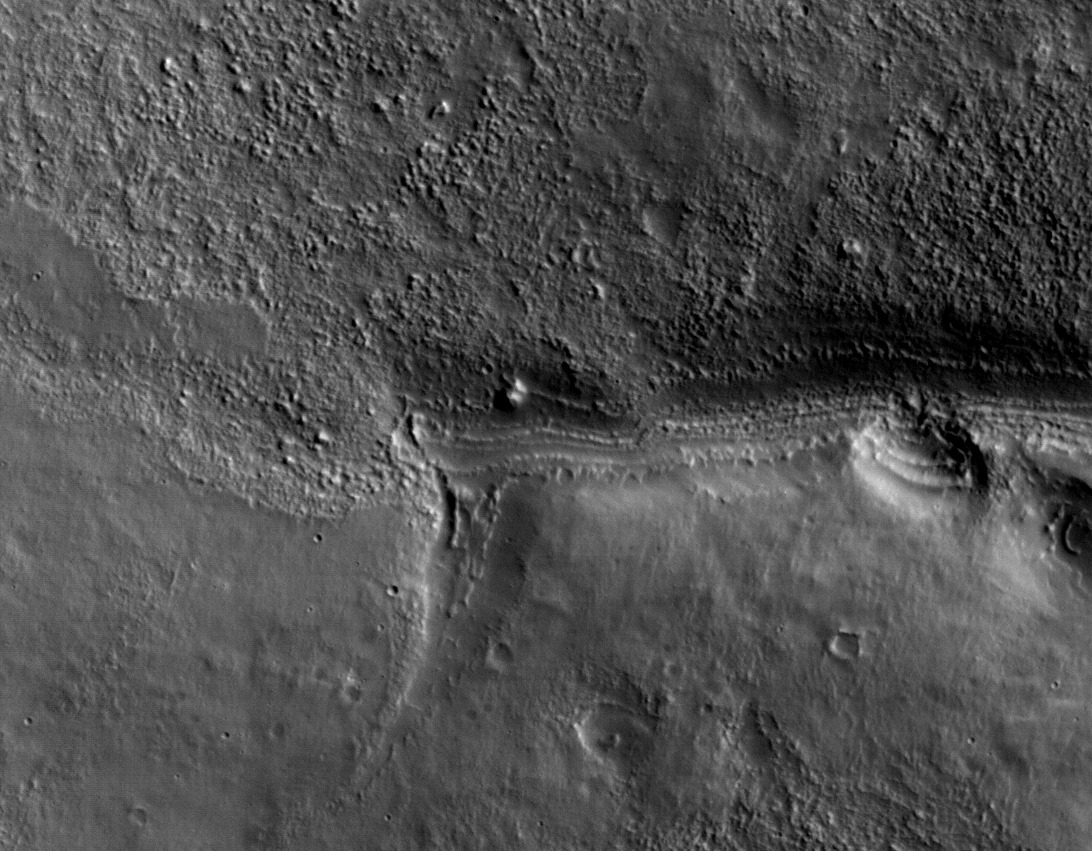
Одно из первых изображений Марса, сделанное с помощью камеры HiRISE

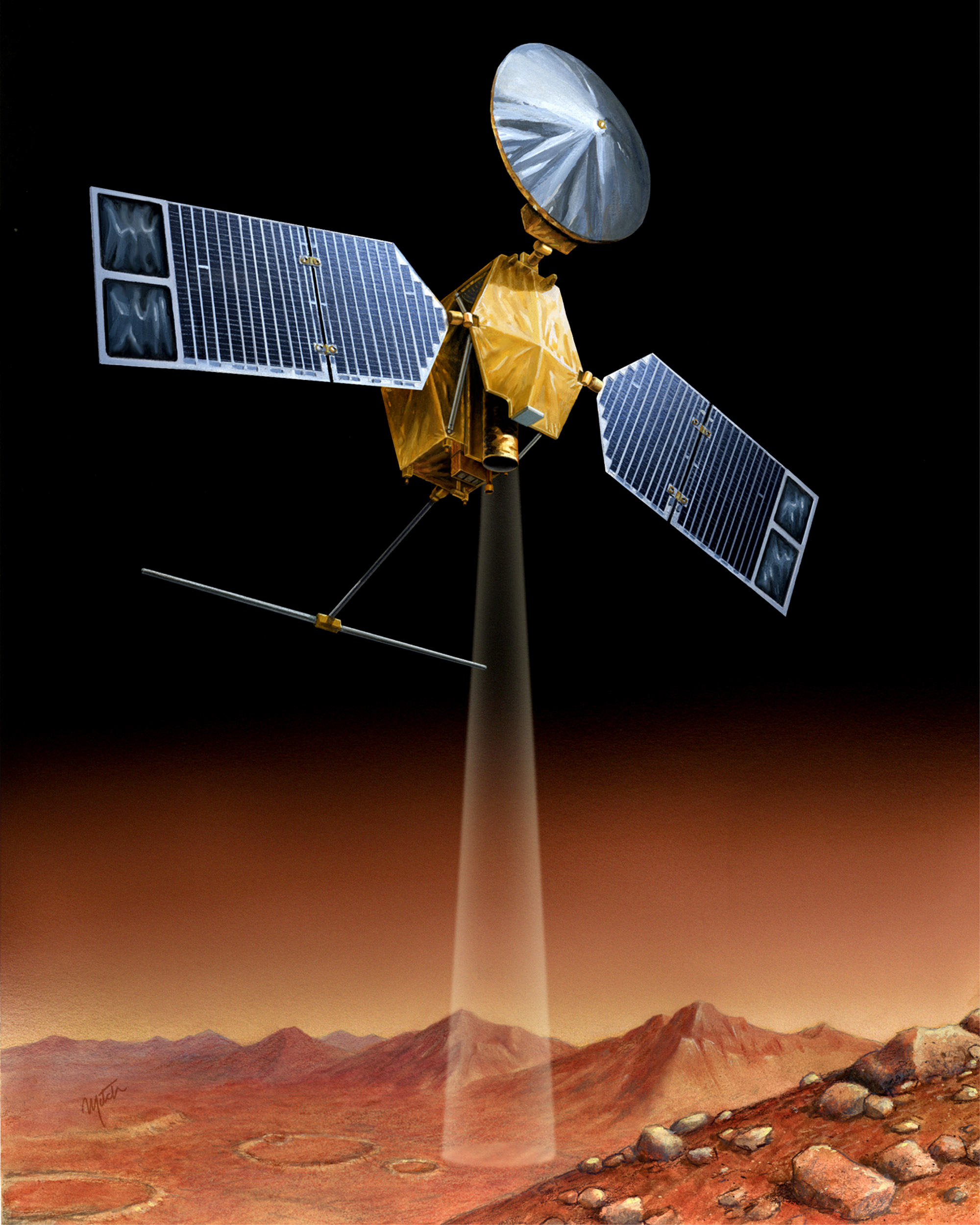
HiRISE на Марсе в представлении художника

В конце 1980-х годов Алан Деламэр (Alan Delamere) из компании Ball Aerospace начал конструировать камеру высокого разрешения, которая бы могла фотографировать Марс в высоком разрешении. В начале 2001 года он объединился с Альфредом Макьюэном (Alfred McEwen) из Аризонского университета, для того чтобы предложить подобную камеру для аппарата Mars Reconnaissance Orbiter (MRO), и 9 ноября 2001 года НАСА официально приняла это предложение.
На компанию Ball Aerospace была возложена обязанность создать камеру. И уже 6 декабря 2004 года она была предоставлена НАСА для установки на борт MRO. 12 августа 2005 года камера была успешно установлена.
Во время перелёта космического аппарата к Марсу HiRISE сделала несколько тестовых снимков, в том числе Луны и NGC 4755. Эти снимки помогли откалибровать и подготовить камеру для съёмки Марса.
10 марта 2006 года MRO достиг марсианской орбиты и HiRISE выполнила первую съёмку Марса. Камера имела две возможности для фотографирования Марса до 24 марта 2006 года, когда MRO приступил к этапу аэродинамического торможения. В течение 6 месяцев торможения камера была отключена. 27 сентября 2006 года камера была успешно активирована и уже через 2 дня начала делать первые снимки Марса в высоком разрешении.
6 октября 2006 года, HiRISE получила первое изображение кратера Виктория, который также изучался с поверхности марсоходом «Оппортьюнити».
В феврале 2007 года была выявлена деградация характеристик камеры, но уже в марте того же года деградация стабилизировалась, причина неполадок осталась неизвестной.
3 октября 2007 года HiRISE была направлена в сторону Земли и сфотографировала её вместе с Луной. В максимальном разрешении Земля занимала 90 пикселей, а Луна — 24. Съёмка производилась с расстояния 142 млн км.
25 мая 2008 года HiRISE запечатлела момент спуска аппарата «Феникс» на поверхность Марса.
6 августа 2012 года HiRISE запечатлела спуск марсохода нового поколения — «Кьюриосити».

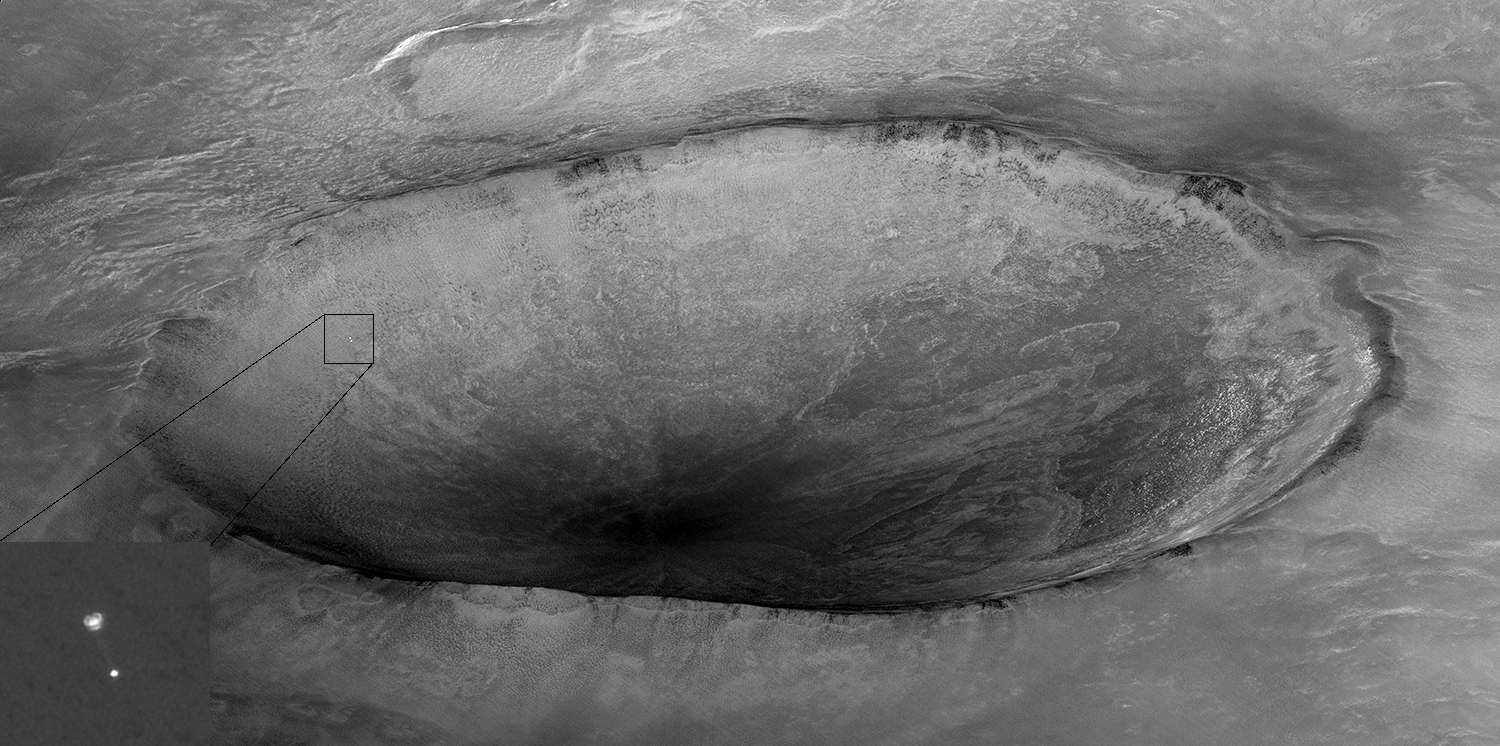
Момент спуска аппарата «Феникс» на поверхность Марса
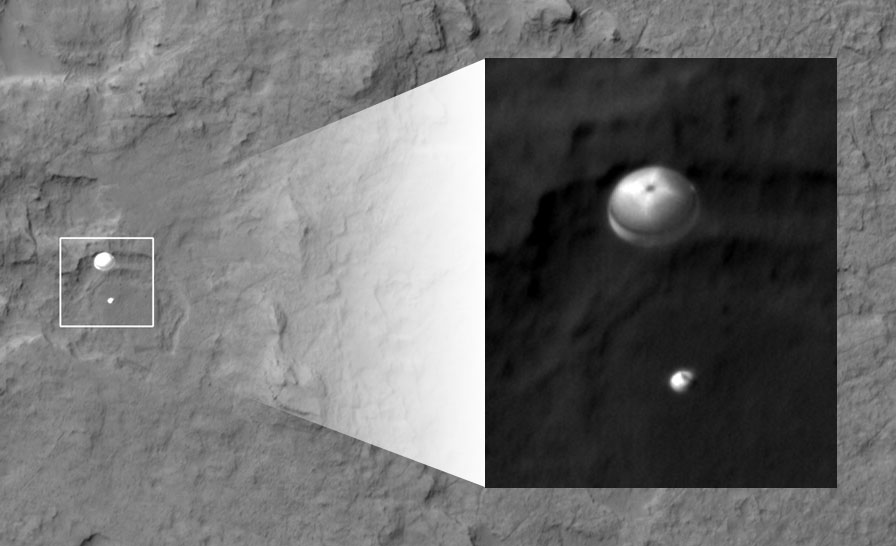
Спуск марсохода «Кьюриосити», запечатлённый камерой HiRISE
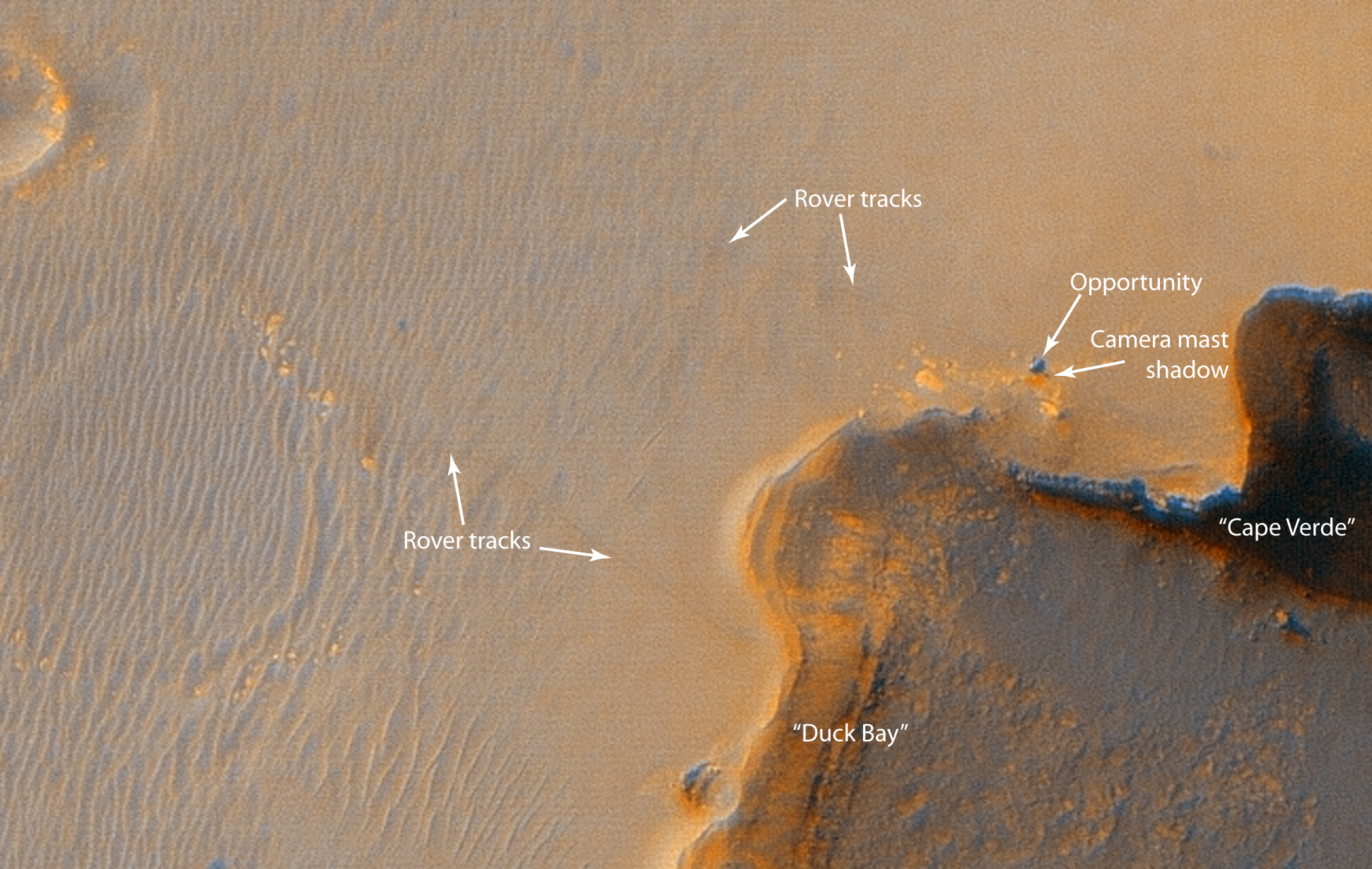
На снимке HiRISE, сделанном 6 октября 2006 года, виден марсоход «Оппортьюнити», а также край кратера Виктория
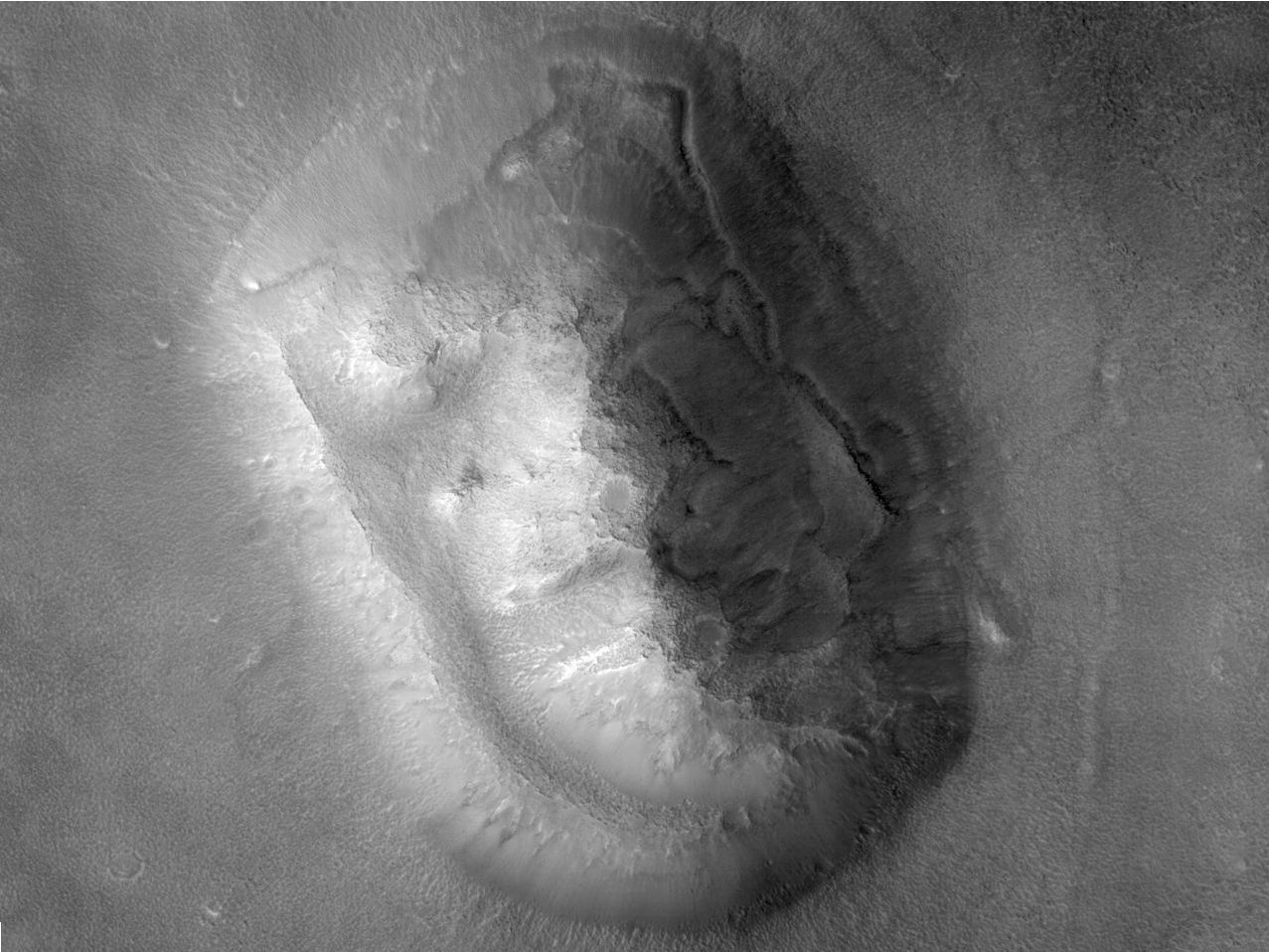
Сделанный камерой HiRISE снимок «лица» так называемого «Марсианского сфинкса», находящегося в области Кидония
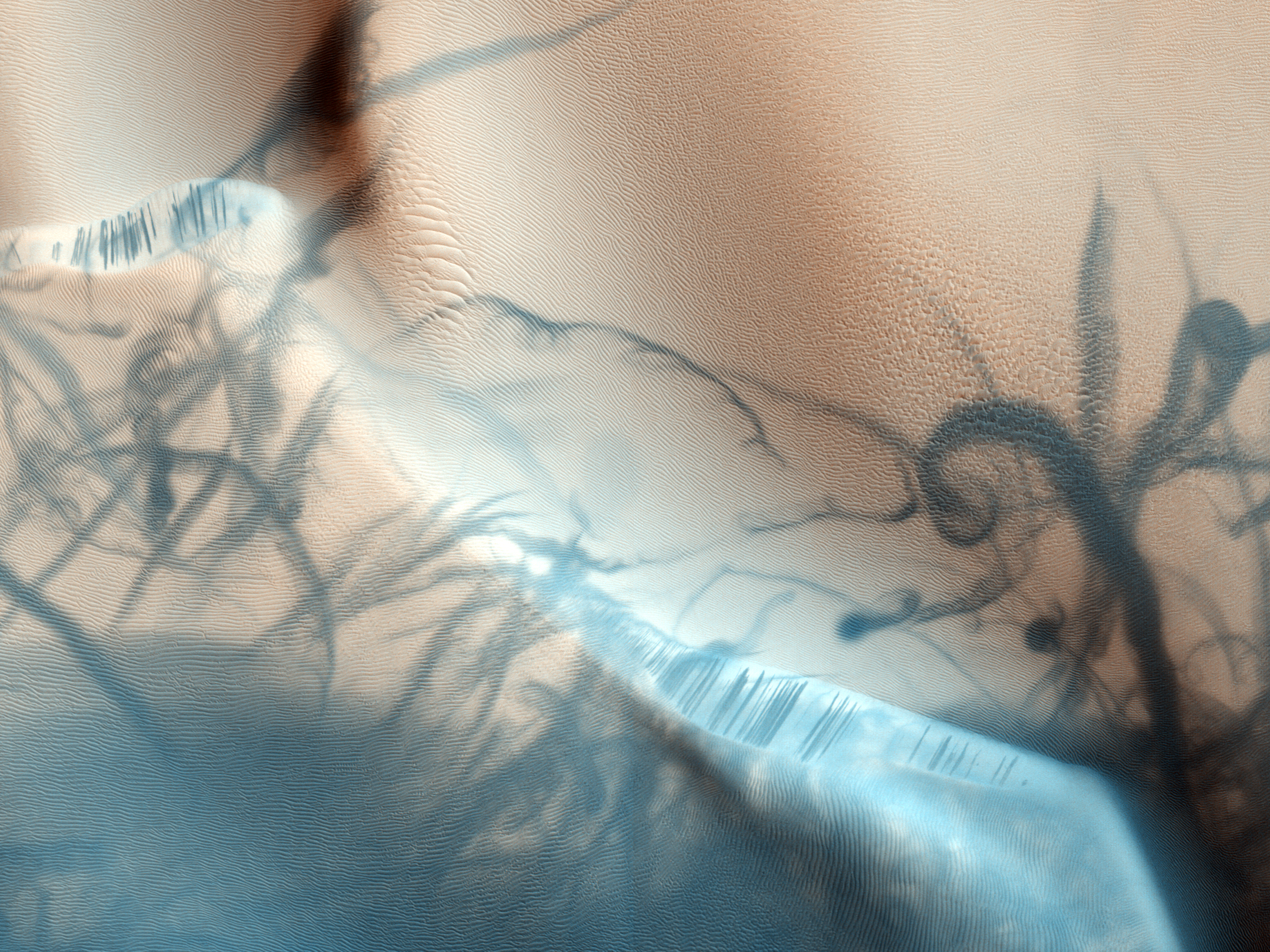
Следы от пылевых вихрей на марсианских дюнах, снимок HiRISE